# Districte de Nipepe
El districte de Nipepe és un districte de Moçambic, situat a la província de Niassa. Té una superfície de 3.292 kilòmetres quadrats. En 2007 comptava amb una població de 30.009 habitants. Limita al nord-oest amb el districte de Marrupa, al nord i oest amb el districte de Maúa, al sud amb el districte de Ribáuè de la província de Nampula i a l'est amb el districte de Namuno de la província de Cabo Delgado.

## Divisió administrativa
El districte està dividit en dos postos administrativos (Muipite i Nipepe), compostos per les següents localitats:
- Posto Administrativo de Muipite:
  - Cheia-Muipite
  - Muluco
- Posto Administrativo de Nipepe:
  - Mutumar
  - Nipepe
  - Tamica